# El santuario (novela)
El santuario (título original Blackwood Farm) es la novena parte de las Crónicas vampíricas de Anne Rice. En esta novela, al igual que sucede en Merrick, se mezcla las Crónicas vampíricas y Las brujas de Mayfair.

## Personaje principal
- Nombre: Quinn Blackwood
- Raza: Vampiro
- Edad: Aparentemente 22 años
- Sexo: Masculino
- Preferencias sexuales: Bisexual
- Descripción física: Cabello azabache, rizado y corto, estatura de seis pies cuatro pulgadas y ojos azules
- Descripción psicológica: Serio, cohibido e inteligente

## Argumento
Esta crónica vampírica comienza cuando Quinn Blackwood, un rico y excéntrico joven convertido en vampiro, escribe una carta y pide la ayuda de Lestat para librarse del celoso control a que le somete Goblin. Desde que Quinn entró en el reino de los muertos, Goblin, se ha convertido en una amenaza para los seres cercanos al atractivo caballero. Lestat, intrigado, le pide a Quinn que narre la historia de su vida. Éste relata su infancia en el seno de una familia muy peculiar y describe sus días en Blackwood Farm, la mansión de altas columnas y extensos jardines rodeada de zonas pantanosas en la que creció y ahora reside. Le cuenta además que desde niño, ha tenido la capacidad para ver espíritus, y hablar con ellos, que la primera relación que tuvo con una mujer, fue con un fantasma, la habla de su querida Mona Mayfair, de cómo conoció a la Orden de los Talamasca, de quien y como lo convirtió en vampiro. 
También le explica a Lestat que desde que era un niño, un espíritu le acompaña: Goblin. Éste ha sido el único compañero de juegos de Quinn, su único amigo. Pero, desde que Quinn se convirtió en un buscador de sangre, Goblin ha adquirido también la capacidad y el deseo de beber sangre por lo que cada vez que Quinn se alimenta, Goblin se apodera de él y le succiona la sangre que ha ingerido. A pesar de su amor por Mona Mayfair, la bella bruja con la que mantiene una apasionada relación, Quinn posee una agitada vida amorosa que, junto a su imperioso poder de beber sangre, le ha llevado a recorrer el mundo y conocer distintas épocas de la historia desde el Nueva Orleans actual al Nápoles del siglo XIX, pasando por la antigua Atenas o Pompeya. 
En la novela también, Quinn entra a escondidas en la casa de Lestat para dejarle una carta y allí se encuentra a un intruso: Stirling Oliver, miembro de la Orden de los Talamasca (una especie de detective de lo paranormal, cuyo lema es "Vigilamos y siempre estamos aquí") y tiene un pequeño percance con él y en ese momento aparece Lestat, y tras una pequeña charla, lo soluciona todo, dejando libre a Stirling. Lestat y Quinn vuelan hasta Blackwood Farm, la mansión donde "vive" Quinn, y tras presentarle a Lestat a su familia "mortal", éste empieza a relatarle su vida. Quinn le relata que Goblin es un ser idéntico a uno mismo, formado por una materia extraña. Nadie sabe de donde ha venido, solo, que acompaña a Quinn desde que nació. Juntos han compartido todo tipo de momentos, juegos, encuentros eróticos, e incluso se han ido enseñando cosas mutuamente. Pero cada momento que pasa, Goblin se hace más fuerte, y aprende nuevos trucos, y está empezando a ser un peligro tanto para Quinn como para las demás personas que lo rodean.